# Dubai World Championship 2014
De vijfde editie van het Dubai World Championship  werd gespeeld van 20 tot en met 23 november 2014 op de Jumeirah Golf in Dubai. Het was het laatste toernooi van de Europese Tour van 2014. Het prijzengeld was opnieuw $8.000.000,- De Zweed Henrik Stenson was titelverdediger.
Het seizoen wordt sinds 2013 afgesloten door de Final Series, bestaande uit vier toernooien met een gelimiteerd spelersveld: de BMW Masters en het WGC - HSBC Champions in China, het Turkish Airlines Open en het Dubai World Championship. Het prijzengeld van deze toernooien is hoger dan dat voor de andere toernooien van het seizoen. Na het laatste toernooi wordt bekendgemaakt wie de Race to Dubai gewonnen heeft.

## De baan
Er wordt gespeeld op de Earth Course, de vierde en nieuwste baan van de Jumeirah Golf Estates in Dubai. De baan is ontworpen door Greg Norman. Er zijn relatief weinig waterhindernissen. Er zijn wel veel bunkers gevuld met gemalen marmer, wat krassen op de clubs geeft. De par-3 zeventiende green ligt op een eiland, maar heeft vier bunkers om de bal droog te houden. De baan heeft een par van 72.
| Hole   | 1   | 2   | 3   | 4   | 5   | 6   | 7   | 8   | 9   | 10  | 11  | 12  | 13  | 14  | 15  | 16  | 17  | 18  | Totaal |
| ------ | --- | --- | --- | --- | --- | --- | --- | --- | --- | --- | --- | --- | --- | --- | --- | --- | --- | --- | ------ |
| Par    | 4   | 5   | 4   | 3   | 4   | 3   | 5   | 4   | 4   | 4   | 4   | 4   | 3   | 5   | 4   | 4   | 3   | 5   | 72     |
| Meters | 415 | 533 | 413 | 224 | 372 | 170 | 523 | 422 | 456 | 400 | 367 | 435 | 187 | 572 | 339 | 444 | 178 | 567 | 7017   |
| Yards  | 454 | 583 | 452 | 245 | 407 | 186 | 572 | 461 | 499 | 437 | 401 | 476 | 204 | 626 | 371 | 486 | 195 | 620 | 7675   |

## Verslag
- Scores

## Spelers
De top 60 spelers van de Race to Dubai mochten meedoen. De volgende 15 spelers hadden in augustus al ruim € 1.000.000 verdiend en zijn zeker van hun plaats. Joost Luiten stond op dat moment zeventiende, Robert-Jan Derksen 81ste en Nicolas Colsaerts 111de.
| - Thomas Bjørn - Jamie Donaldson - Victor Dubuisson - Stephen Gallacher - Sergio García - Mikko Ilonen - Thongchai Jaidee - Miguel Ángel Jiménez - Martin Kaymer - Louis Oosthuizen - Graeme McDowell - Rory McIlroy - Justin Rose - Charl Schwartzel - Henrik Stenson |

2009 · 2010 · 2011 · 2012 · 2013 · 2014
 South African Open Championship ·
 Alfred Dunhill Championship ·
 Nedbank Golf Challenge ·
 Hong Kong Open ·
 Nelson Mandela Championship ·
 Volvo Golf Champions ·
 Abu Dhabi Golf Championship ·
 Commercialbank Qatar Masters ·
 Dubai Desert Classic ·
 Joburg Open ·
 Africa Open ·
 WGC-Accenture Match Play Championship ·
 Tshwane Open ·
 WGC-Cadillac Championship ·
 Trophée Hassan II ·
 EurAsia Cup ·
 NH Collection Open ·
 The Masters ·
 Maybank Malaysian Open ·
 Volvo China Open ·
 The Championship at Laguna National ·
 Madeira Islands Open ·
 Open de España ·
 BMW PGA Championship ·
 Nordea Masters ·
 Lyoness Open ·
 US Open ·
 Iers Open ·
 BMW International Open ·
 Open de France ·
 Scottish Open ·
 The Open Championship ·
 M2M Russian Open ·
 WGC-Bridgestone Invitational ·
 US PGA Championship ·
 Made in Denmark ·
 D+D Real Czech Masters ·
 Italiaans Open ·
 European Masters ·
 KLM Open ·
 Wales Open ·
 Ryder Cup ·
 Alfred Dunhill Links Championship ·
 Portugal Masters ·
 Volvo World Match Play Championship ·
 Perth International ·
 BMW Masters ·
 WGC-HSBC Champions ·
 Turks Open ·
 Dubai World Championship